# Фульминат калия
Фульминат калия — калиевая соль гремучей кислоты.

## Свойства
Представляет собой белый гигроскопичный порошок, не растворяющийся совсем или растворяющийся с трудом в большинстве растворителей. При выпадении из раствора метилового спирта образует кристаллы.
Мощное инициирующее взрывчатое вещество, как и фульминат ртути, при нагревании взрывается с резким звуком.
Образуется при реакции гремучей ртути с амальгамой калия. Реакция осуществима, так как связь между калием и углеродом гораздо более сильная, чем между ртутью и углеродом.
Используется только в химических опытах и в капсюлях старых винтовок.